# Pardal Mallet
João Carlos de Medeiros Pardal Mallet (9 décembre 1864 - 24 novembre 1894) est un journaliste et romancier brésilien, titulaire du 30e fauteuil de l'Académie brésilienne des lettres.

## Biographie
Mallet est né dans la ville de Bagé, dans le Rio Grande do Sul. Son père est le général João Nepomuceno de Medeiros Mallet et son grand-père le maréchal d'origine française Émile Mallet. Il a aussi des origines portugaise et irlandaise.
Dès l'enfance, il développe un goût affirmé pour la littérature. Il apprend l'anglais et le français.
Après ses études primaires, il s'installe à Rio de Janeiro et étudie la médecine à la Faculdade de Medicina da Universidade Federal do Rio de Janeiro, mais ne terminera pas le cursus, car son professeur, le vicomte de Saboia, menace de l'expulser à cause de ses idéaux républicains. Il abandonne alors la médecine pour se consacrer à la littérature et au journalisme.
Il déménage à São Paulo pour étudier le droit à la Faculté de droit de l'université de São Paulo, mais termine ses études à Recife. Lors de la réception de son diplôme, il refuse de prêter serment en raison de ses idéaux républicains. Pendant son séjour à Recife, il publie ses premiers livres : Hóspede et Meu Álbum, tous deux en 1887.
De retour à Rio, il se lie d'amitié avec de nombreux écrivains célèbres de l'époque, tels que Olavo Bilac, Raul Pompeia, Coelho Neto (en), Luís Murat, José do Patrocínio, Artur Azevedo et Aluísio Azevedo, Émile Rouède et Francisco de Paula Ney (en).
En 1888, il devient rédacteur en chef du journal A Cidade do Rio de José do Patrocínio. Cependant, il quitte le journal l'année suivante en raison de divergences politiques. Toujours en 1889, il a une dispute avec Olavo Bilac, qui se termine par un duel. Il est blessé à une côte, mais lui et Bilac se réconcilient.
Après la proclamation de la Première République brésilienne, il rejoint la révolte de l'Armada, en opposition au président du Brésil Floriano Vieira Peixoto. Il est alors arrêté et exilé dans la ville de Tabatinga, en Amazonas. Après une amnistie, il revient à Rio.
Atteint de tuberculose, il s'installe à Caxambu, dans le Minas Gerais, dans l'espoir d'atténuer la maladie, mais sans succès. Il meurt le 24 novembre 1894.

## Œuvres
- Meu Álbum (histoires courtes – 1887)
- Hospede (roman – 1887)
- Lar (roman – 1888)
- A Pandilha (histoires courtes – 1883)
- O Esqueleto (roman écrit en partenariat avec Olavo Bilac — 1890)
- Pelo Divórcio ! (brochure – 1894)